# Anno 117
Anno 117: Pax Romana ist ein beim deutschen Entwicklerstudio Ubisoft Blue Byte in Entwicklung befindendes Aufbauspiel für Windows, PlayStation 5 und Xbox Series, das durch den französischen Publisher Ubisoft am 13. November 2025 veröffentlicht werden soll.
Anno 117, das in der Zeit der Antike im 2. Jahrhundert angesiedelt ist, wird der achte Teil der Anno-Reihe sein.

## Hintergrund
Der Untertitel Pax Romana bezieht sich auf eine fast 200 Jahre währende Periode relativen Friedens und relativer Stabilität im gesamten Römischen Reich. Diese Ära war geprägt von einer florierenden Wirtschaft, riesigen Handelsnetzwerken und bedeutenden kulturellen und architektonischen Errungenschaften, von denen manche über 2000 Jahre später noch immer in Mitteleuropa sichtbar sind.

## Setting
Das Spiel bietet den bislang frühesten historischen Schauplatz der Reihe und versetzt die Spieler in die Zeit der Antike. Zum ersten Mal können die Spieler in einem Anno-Spiel zwischen verschiedenen Startprovinzen wählen und entweder das Römische Reich in Latium oder das Keltische Königreich in Albion regieren und so den kulturellen Einfluss der Römer oder der Kelten verbreiten. Der Spieler kann entweder die Rolle eines Loyalisten oder die eines Rebellen annehmen.

## Entwicklung
Das Spiel wurde im Juni 2024 angekündigt und mit einem Trailer vorgestellt.
Creative Director Manuel Reinher berichtete, dass sich Blue Byte bei der Entwicklung darauf konzentriert, Anno 117 einsteigerfreundlicher zu gestalten ohne die Komplexität, die die Vorgänger auszeichnete, zu verlieren. Ziel bei der Entwicklung sei es, den Spielern mehr Informationen über die Epoche zu vermitteln, als dies bei Anno-Spielen zuvor der Fall war.